# Menhir de Pierre Fiche
Pour les articles homonymes, voir Pierre Fiche.
Le menhir de Pierre Fiche est un menhir situé sur la commune de Simandre-sur-Suran dans le département de l'Ain en France.

## Historique
Aucune datation directe n'a permis de donner l'âge de l'érection du menhir.  Cependant sa forme le rapproche d'exemplaires bourguignons du Néolithique moyen (4200-3600 av. J.-C.). Des sources anciennes mentionnent deux autres pierres dressées voisines, arrachées au XVIIIe siècle. Il pourrait donc s'agir à l’origine, non pas d'une pierre isolée, mais d'un ensemble plus complexe. Il s'agit néanmoins du seul menhir connu de l'Ain, et un des rares monuments mégalithiques attestés du département.
L'édifice est classé au titre des monuments historiques depuis le 6 mars 1888
.

## Légendes
Selon une légende locale, le menhir ainsi que ses deux voisins disparus seraient les quenouilles que trois fées auraient plantées en passant par là.
L'une des saillies était réputée rendre féconds les couples qui s'y frottaient.